# Мандич-Село
45°23′ пн. ш. 15°42′ сх. д. / 45.39° пн. ш. 15.7° сх. д.
Мандич-Село (хорв. Mandić Selo) — населений пункт у Хорватії, у Карловацькій жупанії у складі громади Войнич.

## Населення
Населення за даними перепису 2011 року становило 65 осіб.
Динаміка чисельності населення поселення: